# 99センツ・オンリー・ストアズ

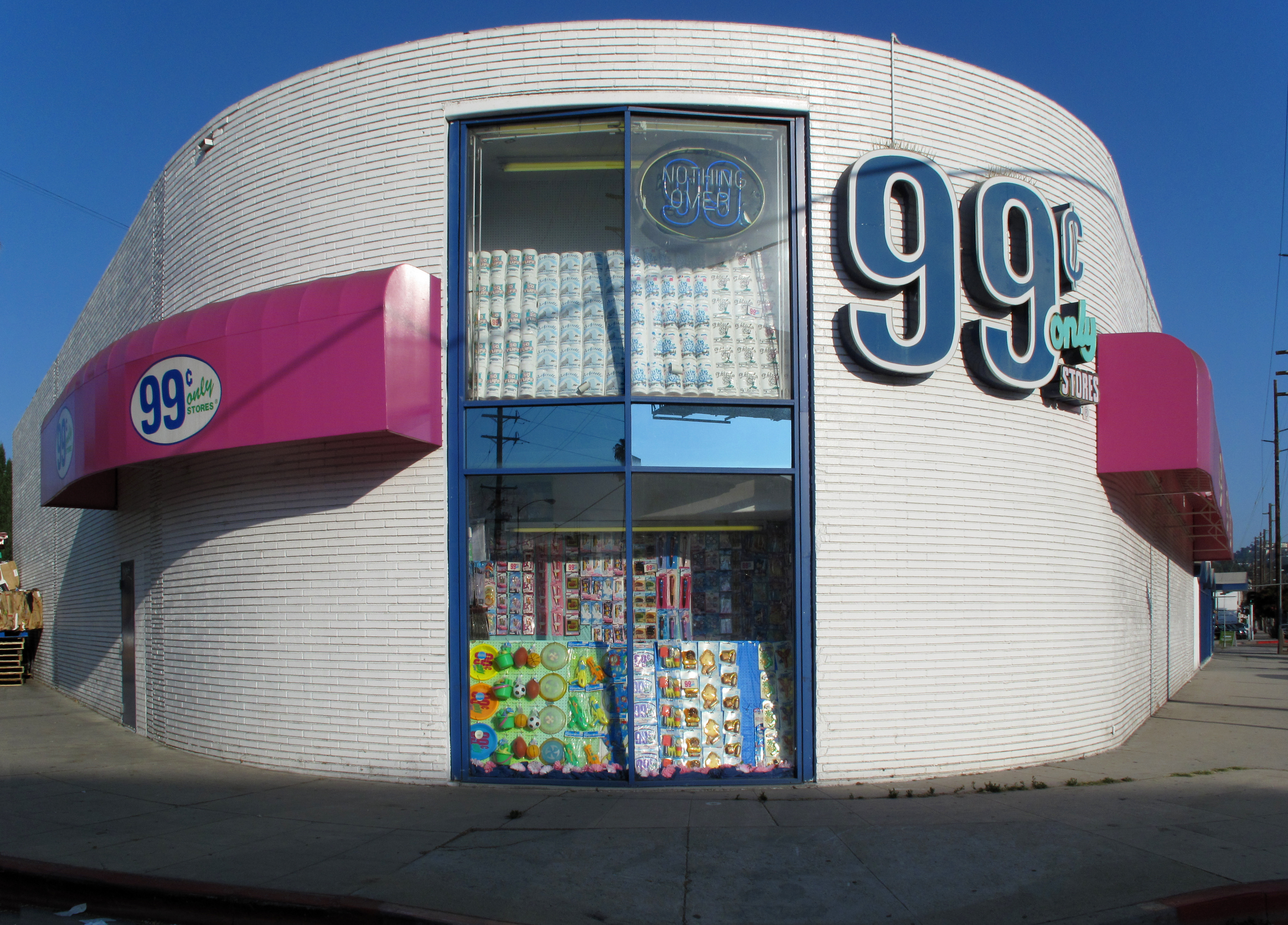
99センツ・オンリー・ストアズ（カリフォルニア州ノースハリウッド）

99センツ・オンリー・ストアズ（99 Cents Only Stores}）とは、アメリカ合衆国カリフォルニア州の1ドルストア（Dollar store）。

## 概要
1982年創設。カリフォルニア州、テキサス州、アリゾナ州およびネバダ州に店舗を設けている。
以前はすべての商品を99セントで販売していたが、現在では1ドル99セントや2ドル99セントの商品も販売している。
ニューヨーク証券取引所に上場していたが（NYSE: NDN）、2011年に投資会社に買収され非公開会社となった。
2024年4月4日の発表によると、2024年4月5日から米国の4つの州にある全371店舗を順次閉鎖することとなる。